# Équation intégro-différentielle
En analyse fonctionnelle, une équation intégro-différentielle ou équation intégrodifférentielle est une équation qui fait intervenir à la fois les dérivées d'une fonction et ses intégrales.

## Forme générale
Une équation intégro-différentielle du premier ordre peut s'écrire sous la forme 
{\displaystyle {\frac {\mathrm {d} u}{\mathrm {d} x}}(x)+\int _{x_{0}}^{x}f(t,u(t))\,\mathrm {d} t=g(x,u(x)).}
La résolution exacte d'une telle équation est souvent difficile et passe souvent par l'utilisation des transformations (transformation de Laplace, Fourier…)

## Exemples
En astrophysique, l'équation de Schwarzschild-Milne, qui décrit la diffusion de la lumière dans les atmosphère stellaires, est intégro-différentielle.
En économie, la représentation de Lévy-Khintchine d'un processus de Lévy se base sur une équation intégro-différentielle.
Les équations intégro-différentielles modélisent également les équations caractéristiques de circuits électriques. Par la loi des mailles, la somme des différences de potentiel le long d'une maille fermée est égale à la tension appliquée {\displaystyle E(t)}. Par exemple, un circuit RLC est régie par
{\displaystyle L{\frac {\mathrm {d} }{\mathrm {d} t}}I(t)+RI(t)+{\frac {1}{C}}\int _{0}^{t}I(\tau )\mathrm {d} \tau =E(t),}
avec {\displaystyle I(t)} le courant électrique en fonction du temps, {\displaystyle R} la résistance, {\displaystyle L} l'inductance et {\displaystyle C} la capacité électrique.
L'équation de Whitham est utilisée pour modéliser des ondes dispersives non-linéaires en dynamique des fluides.
Les équations intégro-différentielles ont aussi des applications en épidémiologie, particulièrement les modèles prenant en compte une pyramide des âges ou décrivant des épidémies dans l'espace. La théorie de Kermack-McKendrick de transmission des maladies infectieuses est un exemple particulier où la pyramide des âges de la population est prise en compte dans le cadre de la modélisation.